# Dirphia afflata
Dirphia afflata är en fjärilsart som beskrevs av Embrik Strand 1911. Dirphia afflata ingår i släktet Dirphia och familjen påfågelsspinnare. Inga underarter finns listade i Catalogue of Life.